# Коменки
Коменки — село в городском округе Богданович Свердловской области. Управляется Коменским сельским советом.

## История
Село Коменки появилось около 270 лет назад.

## География
Село расположено на правом берегу реки Кунары, к северо-востоку от административного центра округа и района — Богдановича, в  3 километрах от центра города по прямой и в 4 километрах по дороге.
С северо-востока к Коменкам примыкает соседняя деревня Прищаново.
Часовой пояс
Коменки, как и вся Свердловская область, находится в часовой зоне МСК+2. Смещение применяемого времени относительно UTC составляет +5:00.

## Население
| 2002 | 2010 | 2021 |
| ---- | ---- | ---- |
| 987  | ↘900 | ↘727 |

Структура
По данным переписи 2002 года, русские составляли 92 % от числа жителей Коменок. По данным переписи 2010 года, в селе проживали 437 мужчин и 463 женщины.

## Инфраструктура
Село включает 11 улиц:
| 1. Улица 30 лет Победы 2. Улица Красных Орлов 3. Молодёжная улица 4. Садовая улица | 1. Улица 8 Марта 2. Луговая улица 3. Набережная улица 4. Сиреневая улица | 1. Улица Авиаторов 2. Улица Мира 3. Новая улица |